# Mark McKenzie
Mark Alexander McKenzie (New York, 25 februari 1999) is een Amerikaans voetballer die bij voorkeur als centrale verdediger speelt. Hij tekende in 2024 voor Toulouse FC.

## Clubcarrière

### Jeugd en begin profcarrière
McKenzie werd geboren in The Bronx, New York en groeide op in Newark. Op zijn twaalfde zette hij de stap naar de naburige jeugdacademie van Philadelphia Union. Vanaf zijn 16de werd hij uitgeleend aan Bethlehem Steel, het tweede elftal van Philadelphia Union dat zijn wedstrijden speelt in de USL Championship, het op één na hoogste niveau in de VS. In 2017 speelde McKenzie ook 17 wedstrijden voor het universiteitselftal van de Wake Forest University. In januari 2018 tekende McKenzie zijn eerste contract bij Philadelphia Union. Op 15 oktober 2020 scoorde hij zijn eerste doelpunt in de Major League Soccer tegen DC United. Met een hard afstandsschot met zijn rechtervoet wist hij de doelman van DC United, Chris Seitz, te verslaan.

### KRC Genk
In januari 2021 tekende McKenzie een contract voor 4,5 seizoenen bij de Belgische eersteklasser KRC Genk. Op 24 januari 2021 mocht hij debuteren als linker centrale verdediger in de uitwedstrijd tegen concurrent Club Brugge, Genk verloor deze wedstrijd uiteindelijk met 3-2. Op 23 april 2023 scoorde McKenzie in de competitiewedstrijd tegen Sporting Charleroi zijn eerste doelpunt voor Genk. Hij scoorde op assist van Mike Trésor.
McKenzie won in 2021 de Beker van België met KRC Genk. In het seizoen 2022/23 eindigde hij met de club op de tweede plaats in de competitie, op één punt van kampioen Royal Antwerp.

### Toulouse FC
Op 16 augustus 2024 tekende McKenzie een contract voor twee seizoenen bij het Franse Toulouse FC. Hij maakte zijn debuut op 25 augustus, in een met 1–1 gelijkspel tegen OGC Nice. McKenzie speelde als linker centrale verdediger in een driemansverdediging. In de terugwedstrijd tegen OGC Nice scoorde McKenzie zijn eerste doelpunt voor de club. Hij maakte de 1–1, wat tevens de eindstand was.

## Statistieken
| Seizoen | Club               | Competitie          | Competitie | Competitie | Beker | Beker | Internationaal | Internationaal | Totaal | Totaal |
| Seizoen | Club               | Competitie          | Wed.       | Dlp.       | Wed.  | Dlp.  | Wed.           | Dlp.           | Wed.   | Dlp.   |
| ------- | ------------------ | ------------------- | ---------- | ---------- | ----- | ----- | -------------- | -------------- | ------ | ------ |
| 2018    | Philadelphia Union | Major League Soccer | 20         | 0          | 3     | 0     | —              | —              | 23     | 0      |
| 2019    | Philadelphia Union | Major League Soccer | 9          | 0          | 1     | 0     | —              | —              | 10     | 0      |
| 2020    | Philadelphia Union | Major League Soccer | 26         | 2          | 0     | 0     | —              | —              | 26     | 2      |
| 2020/21 | KRC Genk           | Eerste klasse A     | 12         | 0          | 3     | 0     | —              | —              | 15     | 0      |
| 2021/22 | KRC Genk           | Eerste klasse A     | 22         | 0          | 3     | 0     | 3              | 0              | 25     | 0      |
| 2022/23 | KRC Genk           | Eerste klasse A     | 36         | 4          | 3     | 0     | —              | —              | 39     | 4      |
| 2023/24 | KRC Genk           | Eerste klasse A     | 32         | 0          | 2     | 0     | 10             | 1              | 44     | 1      |
| 2024/25 | KRC Genk           | Eerste klasse A     | 1          | 0          | 0     | 0     | —              | —              | 1      | 0      |
| 2024/25 | Toulouse FC        | Ligue 1             | 29         | 1          | 3     | 0     | —              | —              | 32     | 1      |
| Totaal  | Totaal             | Totaal              | 187        | 7          | 18    | 0     | 13             | 1              | 207    | 8      |

Bijgewerkt op 11 mei 2025.

## Interlandcarrière
Met de U20 van de Verenigde Staten was hij actief op het CONCACAF-kampioenschap voetbal onder 20 dat de VS in 2018 als gastland mocht organiseren. McKenzie was een vaste basisspeler en zelfs aanvoerder van deze lichting. McKenzie en zijn team wisten het toernooi uiteindelijk ook te winnen door in de finale Mexico met 2-0 te verslaan.
Op 1 februari 2020 maakte McKenzie zijn officiële debuut voor de nationale A-ploeg van de Verenigde Staten in een oefeninterland tegen Costa Rica, na 62 minuten mocht hij invallen voor Aaron Long. In december 2020 stond hij tijdens zijn tweede cap 90 minuten tussen de lijnen in de oefeninterland tegen El Salvador, deze wedstrijd werd winnend afgesloten met een 6-0 eindstand.

## Erelijst
| Competitie             |                    |                    |                    |                    |
| Competitie             | Aantal             | Jaren              |                    |                    |
| Philadelphia Union     | Philadelphia Union | Philadelphia Union | Philadelphia Union | Philadelphia Union |
| ---------------------- | ------------------ | ------------------ | ------------------ | ------------------ |
| MLS Supporters' Shield | 1x                 | 2020               |                    |                    |
| KRC Genk               |                    |                    |                    |                    |
| Beker van België       | 1x                 | 2020/21            |                    |                    |

| Competitie                      | Winnaar                   | Winnaar                   | Runner-up                 | Runner-up                 | Derde                     | Derde                     |
| Competitie                      | Aantal                    | Jaren                     | Aantal                    | Jaren                     | Aantal                    | Jaren                     |
| Verenigde Staten onder 20       | Verenigde Staten onder 20 | Verenigde Staten onder 20 | Verenigde Staten onder 20 | Verenigde Staten onder 20 | Verenigde Staten onder 20 | Verenigde Staten onder 20 |
| ------------------------------- | ------------------------- | ------------------------- | ------------------------- | ------------------------- | ------------------------- | ------------------------- |
| CONCACAF-kampioenschap onder 20 | 1x                        | 2018                      |                           |                           |                           |                           |
| Verenigde Staten                |                           |                           |                           |                           |                           |                           |
| CONCACAF Nations League         | 1x                        | 2019/20                   |                           |                           |                           |                           |